# Mord an der Themse
Mord an der Themse ist ein britisch-kanadischer Kriminalfilm aus dem Jahr 1979 und kombiniert Elemente des historischen Kriminalfalles um Jack the Ripper mit Arthur Conan Doyles weltberühmten Roman-Detektiv Sherlock Holmes, hier dargestellt von Christopher Plummer. Regie führte Bob Clark.

## Handlung
Im Londoner Elendsviertel Whitechapel sind innerhalb kurzer Zeit zwei Prostituierte brutal ermordet und verstümmelt worden. Dem nach Einsendung anonymer Bekennerbriefe Jack the Ripper genannten Mörder ist bisher immer rechtzeitig die Flucht vom Tatort geglückt, die Polizei tappt im Dunkeln und der neue Polizeichef Sir Charles Warren scheint nicht übermäßig an einer raschen Lösung jener „Dirnenmorde“ interessiert zu sein.
Erst als innerhalb einer Nacht gleich zwei Opfer aufgefunden werden, beginnt der berühmte Privatdetektiv Sherlock Holmes sich näher mit dem Fall zu beschäftigen. Zusammen mit seinem getreuen Kameraden Dr. John Watson begibt er sich zum Tatort und erkennt als erstes, dass die Tote nicht an derselben Stelle ermordet worden war, an der man sie schließlich gefunden hat. Außerdem fallen ihm Weintraubenstiele in der Hand der Toten auf. Der Mörder muss demnach wohlhabend sein, sodass er sich den Luxus des teuren Obstes leisten kann und ferner in einer Kutsche unterwegs sein, um die Frauen ungestört ermorden und letztendlich irgendwo abladen zu können.
In einer Seitengasse unweit des Tatortes gibt der anwesende Sir Charles, sehr zum Entsetzen des ermittelnden Inspektors Lestrade, die Anweisung ein Kreiden-Graffito, das besagt „The Juwes are not The men That Will be Blamed for nothing“, abzuwaschen, vorgeblich um antisemitische Ausschreitungen und Übergriffe zu vermeiden. Holmes aber erkennt einen gänzlich anderen Sinn in der Inschrift. In seinem Büro konfrontiert er Sir Charles mit mystisch anmutenden Handgesten, die sich als Geheimgruß gehobener Mitglieder des Bundes der Freimaurer, denen der Polizeichef angehört, erweisen. Holmes hat erkannt, dass die Inschrift sich nicht gegen Juden (engl. Jews) richtet, sondern eine Anspielung auf Jubela, Jubelo und Jubelum, die Mörder des Gründers der Freimaurer ist, denen, ob ihres Verbrechens, die Kehlen und Bäuche aufgeschlitzt und ihre Innereien über ihre Schultern geworfen worden waren. Jack the Ripper, dessen Opfer auf genau dieselbe Art verstümmelt worden sind, ist demnach ein Freimaurer, der von seinen mächtigen Ordensbrüdern beschützt wird.
Sherlock Holmes Ermittlungen führen ihn über zahlreiche Umwege zum Hellseher Robert Lees, der sicher ist, den Ripper, nachdem er in einer Vision sein Gesicht gesehen hat, auf offener Straße wiedererkannt zu haben, und zu einer jungen Prostituierten namens Mary Kelly. Die verängstigte Frau erzählt ihm von einer Gemeinsamkeit, die sie mit den bisherigen vier Opfern verbindet. Sie alle waren Zeuginnen der Heirat einer Freundin namens Annie Crook mit einem attraktiven jungen Mann, genannt Eddie. Annie und der Mann haben auch ein gemeinsames Kind. Bald darauf war Eddie aber untergetaucht und kurz darauf waren auch Annie und ihre Tochter spurlos verschwunden.
Holmes findet besagte Annie Crook schließlich außerhalb der Stadt in einer Anstalt für Geistesgestörte. Sie fabuliert, sie wäre mit einem Prinzen vermählt, der sie in Kürze abholen würde. Er beginnt, die Zusammenhänge zu begreifen. Annie fantasiert nicht, sie hat, ohne seine wahre Identität zu erahnen, Prinz Albert Victor, den Enkel und Thronerben der Königin Victoria in einer katholischen Zeremonie geehelicht und mit ihm ein Kind gezeugt, das einen legitimen Anspruch auf die britische Krone hat. Sherlock Holmes erkennt, dass Jack the Ripper ein Gesandter ist, der den Auftrag hat, diesen ungeheuren Skandal, der das gesamte britische Empire ins Chaos stürzen könnte, zu vertuschen und alle Zeugen zu beseitigen.
Während seiner Rückkehr nach London bemerkt Holmes, dass er überwacht worden ist, seit er sich des Falles angenommen hat, womit er auch den Mörder direkt auf Mary Kellys Fährte geführt hat. Zusammen mit Watson gelingt es ihm, Marys Quartier ausfindig zu machen. Als sie in das kleine Zimmer kommen, offenbart sich ihnen ein Blutbad. Zwei in dunkle Mäntel gehüllte Männer beugen sich über die buchstäblich in Stücke gerissene Tote.
Der ältere der beiden steht offensichtlich unter Schock und ist völlig katatonisch, während der andere die Flucht ergreift. Nach einer Verfolgungsjagd durch die nächtlichen Straßen kann Holmes den Flüchtigen im Londoner Hafen stellen, wo dieser, nach einem Handgemenge, sich durch einen unglücklichen Zufall selbst erdrosselt.
Einige Tage später spricht Holmes bei Premierminister Lord Salisbury, Innenminister Matthews und dem inzwischen als Polizeichef zurückgetretenen Sir Charles Warren vor. Holmes wirft den dreien vor, die allesamt zu den Freimaurern gehören, diese schreckliche Mordserie angezettelt zu haben, in der Furcht, dass Annie Crook, die sich nach Holmes Besuch in der Anstalt das Leben genommen hat, hinter das Geheimnis ihres Mannes kommen könnte und auf die Idee käme, für ihr Kind den Thron in Anspruch zu nehmen.
Nachdem der Ripper, der angesehene Arzt Sir Thomas Spivey, ebenfalls ein Freimaurer, über seine Taten restlos den Verstand verloren hat und nun keines klaren Gedankens mehr fähig ist, sein Kutscher und Helfer William Slade tot ist und alle Zeuginnen der katholischen Hochzeit beseitigt worden sind, ist Holmes der letzte lebende Mitwisser. Er verspricht jedoch über diesen bis ins Königshaus reichenden Skandal zu schweigen, solange Annie Crooks Tochter kein Schaden zugefügt wird.

## Kritiken
- Lexikon des internationalen Films: „Atmosphärisch dichte, ausgezeichnet besetzte Neuinterpretation des ‚Jack-the-Ripper‘-Stoffes.“[1]

## DVD-Veröffentlichung
- Sherlock Holmes – Mord an der Themse / 4. März 2003 / Kinowelt Home Entertainment

## Sonstiges
- Die Idee, Sherlock Holmes und Jack the Ripper aufeinander treffen zu lassen, wurde bereits im Jahr 1965 in dem Film Sherlock Holmes’ größter Fall (Originaltitel: A Study in Terror) aufgegriffen. Der Schauspieler Frank Finlay spielte damals ebenfalls die Rolle des Inspektor Lestrade.

- Anthony Quayle, der den Polizeichef Sir Charles Warren spielte, war ebenfalls bereits in Sherlock Holmes’ größter Fall zu sehen, wo er einen unter Tatverdacht stehenden Arzt verkörperte.

- Ursprünglich waren Peter O’Toole und Laurence Olivier als Sherlock Holmes und Dr. Watson vorgesehen. Beide Darsteller waren aber schon bei früheren gemeinsamen Projekten nicht gut miteinander ausgekommen und nicht bereit, bestehende Differenzen für diesen Film beizulegen.

- James Mason wurde als einer der letzten Darsteller für den Film verpflichtet. Regisseur Bob Clark reiste extra nach Spanien, wo Mason mit Dreharbeiten beschäftigt war, um mit ihm zu sprechen. Mason hatte nur unter der Bedingung zugesagt, dass Dr. Watson eine seriöse und ernsthafte Person sein würde und nicht die schwerfällige Witzfigur, als die er meist dargestellt wird.

- Mord an der Themse wurde zeitgleich mit Ridley Scotts Alien – Das unheimliche Wesen aus einer fremden Welt in den Shepperton Studios gedreht.

- Laut Regisseur Bob Clark hatte Mord an der Themse ein Budget von weniger als vier Millionen Dollar.

- Die Figur des Sir Thomas Spivey ist in ihren Grundzügen dem Leibarzt der Königin Victoria, Sir William Gull, nachempfunden.